# 2019年江蘇宜興交通事故
2019年江蘇宜興交通事故又稱长深高速江苏无锡“9·28”特别重大道路交通事故，是2019年9月28日發生在中華人民共和國江蘇省無錫市宜興市G25长深高速2154KM处的一起交通事故，造成36人死亡、36人受伤。

## 詳情
2019年9月28日上午7时许，G25长深高速2154KM处一辆由南向北行驶的由河南国立旅游汽车客运有限公司經營的车牌号为豫A5072V的大客车在行至该處时，突然左前轮爆胎，隨後冲破道路中央隔离带驶入对向车道，与一辆由北向南行驶的车牌号为苏CF3658的半挂货车相撞。由於大客车上大部分乘客未系安全带，造成大客车及货车上36人死亡、36人受伤。該路段在事故發生後臨時封閉。在事發8小时後，营救工作基本結束，高速公路重新开放。此次事故經統計造成直接经济损失7100余万元。中华人民共和国国务院成立了由多個部門和單位組成的事故调查组。
2020年9月，中华人民共和国国务院认定此次事故是一起生产安全责任事故。国务院事故调查组认定，事故企业河南国立旅游汽车客运有限公司未申请道路运输经营许可，所属车辆使用伪造的道路运输经营许可证、道路运输证、包车客运标志牌，屬於非法从事道路客运经营活动。安徽省阜阳市和临泉县、浙江省绍兴市和柯桥区有关交通运输部门、公安交警部门、河南省郑州市人民政府在打击大客车非法从事道路客运经营工作不力。王国利等14名涉嫌犯罪的有关责任人被採取刑事强制措施。事故涉及的有关公职人员被审查调查。